# Stephanie Gatschet
Stephanie Gatschet (* 16. März 1983 in Philadelphia; gebürtig Stephanie Lucile Gatschet) ist eine US-amerikanische Schauspielerin.

## Leben und Leistungen
Gatschet nahm als Kind Schauspielunterricht und trat in einem Theater in Philadelphia auf. Sie studierte an der New York University. In der Komödie Sex für Anfänger (2002) trat sie an der Seite von Campbell Scott, Jesse Eisenberg, Isabella Rossellini, Elizabeth Berkley und Jennifer Beals auf. Im Filmdrama Virgin (2003) spielte sie eine der größeren Rollen. Seit dem Jahr 2002 ist sie in der Fernsehserie Springfield Story zu sehen, in derer über 130 Folgen sie bisher auftrat (Stand: März 2008). Für diese Rolle wurde sie im Jahr 2007 für den Daytime Emmy nominiert.

## Filmografie (Auswahl)
- 2001: Revolution #9
- 2001: Needle in a Haystack (Kurzfilm)
- 2002: Sex für Anfänger (Roger Dodger)
- 2002–2009: Springfield Story (Guiding Light)
- 2003: Virgin